# Cassalla
La cassalla és una beguda típica valenciana derivada de la destil·lació de l'anís. Es tracta d'un aiguardent sec i molt fort.
Es consumeix majoritàriament a la Valldigna, a la Marina, a l'Alcoià, al Camp de Morvedre, el Comtat, la Safor i la Ribera del Xúquer i a l'Horta Sud, concretament a la població de Silla.
Entre altres, les destil·leries encarregades de fabricar i distribuir aquesta beguda més conegudes són les d'Anís Tenis (Monfort), Anís Paloma (Montfort), Cerveró (Cullera), la destileria Ríos (des de 1885, Silla) i la de Joan Micó (Aielo de Malferit).
La cassalla mesclada amb aigua o aiguacels, presenta un aspecte entelat i térbol, i rep els noms de nuvolet o palometa. Si a més a la mescla anterior s'hi afegeix xarop de llima es coneix com a canari, encara que també pot dur granadina o xarop de menta en comptes del de llima. La beguda típica de les falles a Cullera és el xifli (combinat de cassalla Cerveró amb refresc de llima).
El mesclat és la beguda combinada de palo i cassalla.
El cantant valencià Eduard Joanes va fer l'any 1982 una cançó anomenada «La cassalla» on li ret un petit homenatge. El grup de ska i rock de Pego, La Gossa Sorda, també li ha dedicat una cançó: «Cassalla paradise». També el grup d'ska-reggae d'Alcàsser, Sva-Ters li reten homenatge en «Romanç a la Cassalla».

## Galeria

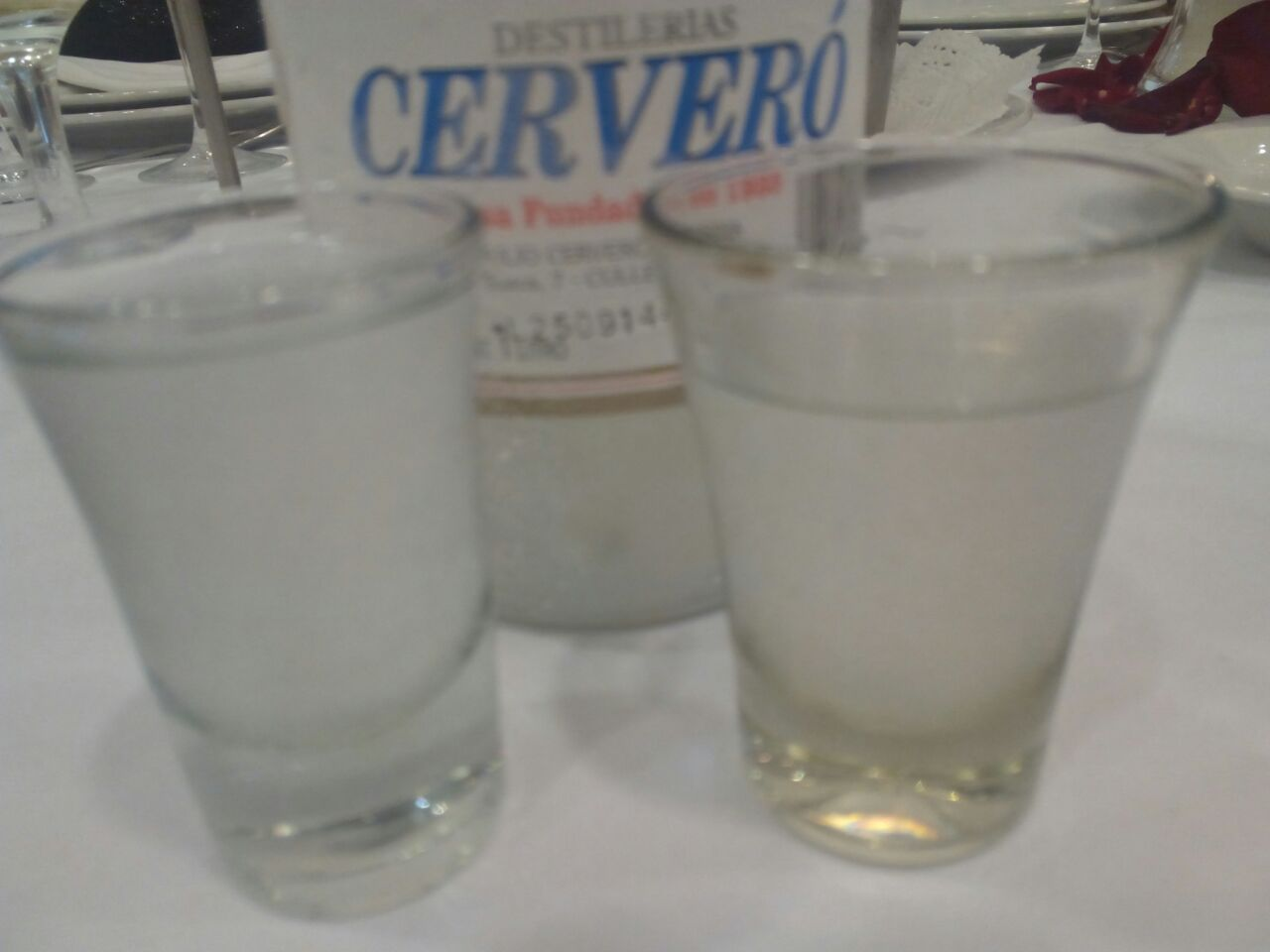
Cassalla Cerveró, de Cullera.
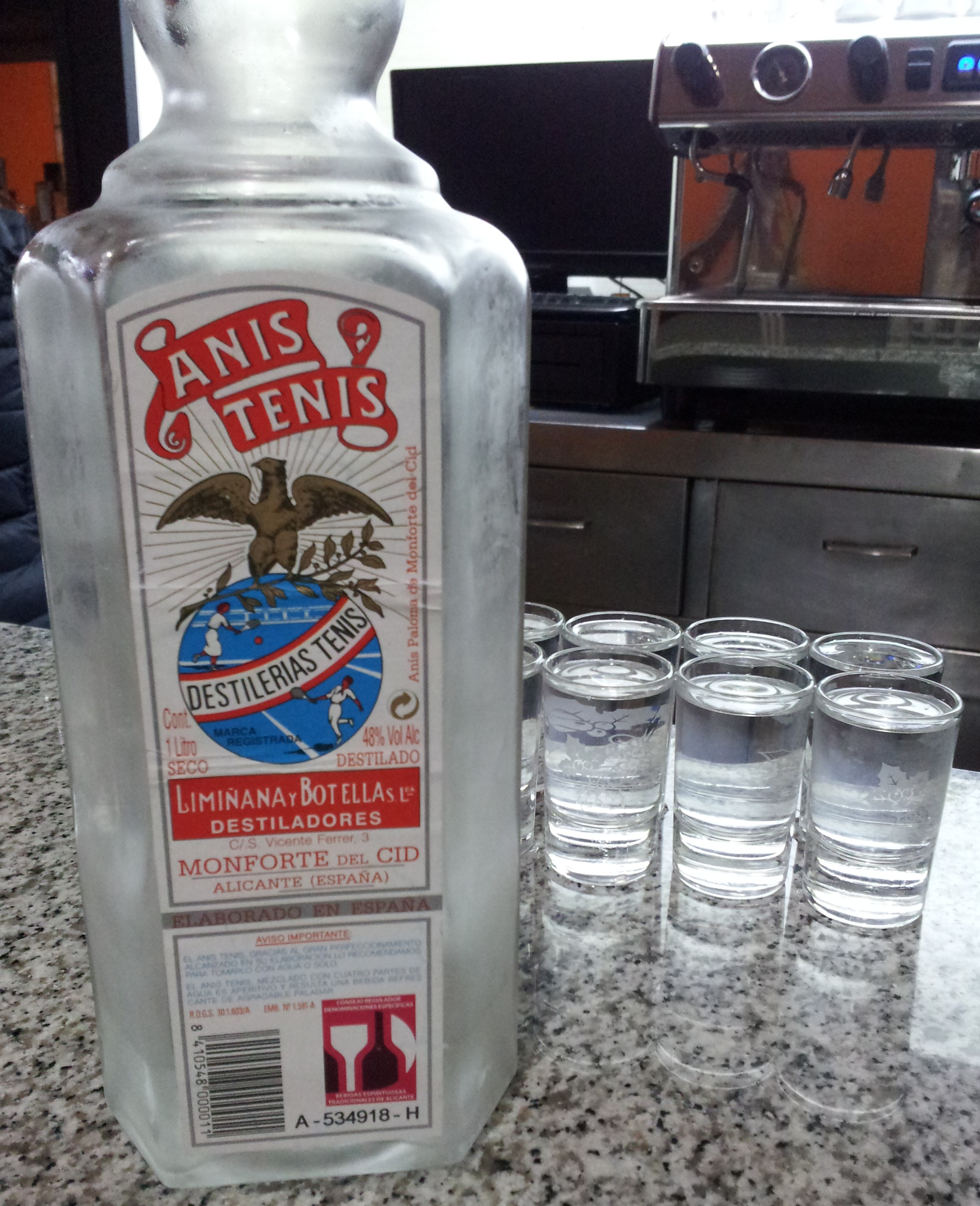
Anís Tenis, de Montfort del Cid.